# Guilherme Quintino de Avelar
Guilherme Quintino de Avelar (Lisboa, 1799 — Lisboa, 27 de dezembro de 1873) foi um político da esquerda liberal do período da Guerra Civil Portuguesa e dos primeiros tempos do liberalismo.

## Biografia
Nasceu em Lisboa, filho do médico Ignacio Quintino de Avelar, um dos deportados da Amazona enviados para a ilha Terceira em 1810.<ref name="enciclo"> Com 12 anos de idade acompanhou a mãe para a cidade de Angra, onde o pai tinha iniciado funções como cirurgião. O jovem foi enviado para Londres em 1813, onde estudou, regressando à ilha Terceira em 1819, onde o pai permanecia exilado, empregando-se então como oficial da Junta da Real Fazenda que ao tempo funcionava na dependência do capitão-general dos Açores ali sediado.
Seguiu o ideário paterno, afirmando-se como um dos liberais mais avançados. Foi um dos promotores da revolta liberal de Angra, ocorrida em abril de 1821, de que resultou a morte do ex-capitão-general Francisco António de Araújo e Azevedo. Na sequência da contra-revolta que derrotou os liberais, foi preso às ordens do capitão-general Francisco de Borja Garção Stockler, permenecendo preso até chegar a ordem das Cortes Gerais e Extraordinárias da Nação Portuguesa que demitia aquele captão-general e ordenava o juramento das bases da Constituição de 1821.
Em 1827 conseguiu ser nomeado escrivão da mesa grande da Alfândega de Ponta Delgada, mudando-se para a ilha de São Miguel, onde viveu até 1829. Com a revolta liberal de Angra de 22 de junho de 1828, e com o extremar das posições entre realistas e liberais, em 1829 refugiou-se na ilha Terceira, apresentando-se à Regência de Angra como voluntário liberal.
Como tinha conhecimentos das línguas inglesa e francesa, obtidos nos seus tempos de estudanete em Londres, a Regência colocou-o na Secretaria dos Negócios Estrangeiros, aproveitando os seus talentos na tradução de correspondência com Londres e Paris. Nestas funções teve papel relevante na tentativa da Regência obter o reconhecimento internacional para a causa de D. Maria II.
Como voluntário, integrou um dos batalhões que participou na Batalha da Praia, a 11 de agosto de 1829, na qual se distinguiu. Adido ao estado-maior dos liberais, recebeu a missão de estabelecer contacto com o capitão-general dos Açores pelo lado realista, o general Henrique de Sousa Prego, então refugiado em Ponta Delgada, visando uma rendição pacífica da ilha de São Miguel, o último bastião açoriano na posse miguelista. Quando estes contactos se goraram, integrou a expedição que, a bordo da escuna Water Witch, foi enviada para reconhecer as costas da ilha de São Miguel e preparar o desembarque de uma divisão epedicinária liberal naquela ilha. Integrou nos útimos dias de julho de 1831 a expeição comandada pelo general António José de Sousa Manuel de Meneses, o 7.º conde de Vila Flor, que a 1 de agosto de 1831 desembarcou no Pesqueiro da Achadinha. Participou então na batalha da Ladeira da Velha, a 3 de agosto dauele ano, e esteve entre as tropas liberais que entraram vitoriosas em Ponta Delgada. 
Permaneceu em Ponta Delgada, onde foi nomeado Administrador-Geral dos Tabacos. Nessa função integrou a comissão que promoveu a reforma monetária nos Açores, visando eliminar a circulação de moeda viciada de bronze, os «malucos» cunhados na Terceira e copiados em outras ilhas como moeda falsa.
Nos finais de 1833 fixou-se em Lisboa, onde integrou a esquerda liberal e se envolveu em diversas conspirações. Acabou por ser vítima de perseguição durante o cabralismo, tendo vida difícil nesses anos. Politicamente reabilitado, em 1852 foi nomeado director do Círculo das Alfândegas do Algarve, com sede em Faro.
Faleceu em Lisboa com 74 anos de idade.